# Ocellularia microascidia
Ocellularia microascidia är en lavart som först beskrevs av Edvard Vainio och som fick sitt nu gällande namn av Alexander Zahlbruckner 1923. 
Ocellularia microascidia ingår i släktet Ocellularia och familjen Thelotremataceae. Inga underarter finns listade i Catalogue of Life.